# Jamestown (Indiana)
Jamestown es un pueblo ubicado en el condado de Boone en el estado estadounidense de Indiana. En el Censo de 2010 tenía una población de 958 habitantes y una densidad poblacional de 422,24 personas por km².

## Geografía
Jamestown se encuentra ubicado en las coordenadas 39°55′43″N 86°37′35″O / 39.92861, -86.62639. Según la Oficina del Censo de los Estados Unidos, Jamestown tiene una superficie total de 2.27 km², de la cual 2.27 km² corresponden a tierra firme y (0%) 0 km² es agua.

## Demografía
Según el censo de 2010, había 958 personas residiendo en Jamestown. La densidad de población era de 422,24 hab./km². De los 958 habitantes, Jamestown estaba compuesto por el 98.85% blancos, el 0% eran afroamericanos, el 0% eran amerindios, el 0.52% eran asiáticos, el 0% eran isleños del Pacífico, el 0% eran de otras razas y el 0.63% pertenecían a dos o más razas. Del total de la población el 0.73% eran hispanos o latinos de cualquier raza.